# Gomnes
Gomnes is een plaats in de Noorse gemeente Hole, provincie Buskerud. Gomnes telt 304 inwoners (2007) en heeft een oppervlakte van 0,38 km².